# Варле, Шарль
Шарль Варле, известный под прозвищем Лагранж (фр. Charles Varlet, dit La Grange; 1639 -  1 марта 1692, Париж) — французский актёр, друг Мольера, исполнитель главных ролей в его пьесах.
Для истории Мольера и вообще французского театра в XVII веке чрезвычайно важны записки Лагранжа, изданные в 1876 г. Эдуаром Тьерри («Registre De la Grange», 1658—1685). Вместе с другим другом Мольера, Вино, Лагранж издал первое собрание сочинений Мольера (1682).

## Семья
- Гектор Варле — отец
- Мария де Гранд — мать
- Акилл Варле — брат (род. 17 декабря 1636)
- Жюстина-Франсуаза Варле — сестра (род. 14 мая 1638)

25 апреля 1672 года, во время Пасхи, Лагранж женится на Мари Рагно де Эстан (18 мая 1639 — 2 февраля 1727), которая исполняла роль Маротты в комедии «Смешные жеманницы», а также роль графини д’Эскарбаньи, в одноименной комедии «графиня д’Эскарбанья». После замужества с Лагранжем де Эстан стала актрисой труппы Мольера. В записках Лагранжа можно найти информацию о том, что Мари родила ему близнецов, которые умерли вскоре после крещения в декабре 1672 года. 16 декабря 1691 в Сент-Андре-де-Лас его дочь Мари-Анжелика (Манон) венчалась с английским адвокатом Луи Миснером, но уже через два месяца Лагранжа не стало. Шарль Варле «Регистр» неожиданно умер 1 марта 1692 года в возрасте около 57 лет.
- Жена Лагранжа - Мари Рагно де Эстан